# Naix-aux-Forges
Naix-aux-Forges [nɛ o fɔʁʒ] est une commune française située dans le département de la Meuse, en région Grand Est.

## Géographie
Naix-aux-Forges est située dans la vallée de l'Ornain, 8 km en amont de Ligny-en-Barrois.
Le territoire de la commune est limitrophe de ceux de sept communes :
| Menaucourt          | Chanteraine            |                        |
| Nantois             | Naix-aux-Forges        | Boviolles              |
| Hévilliers Tréveray | Saint-Amand-sur-Ornain | Saint-Amand-sur-Ornain |

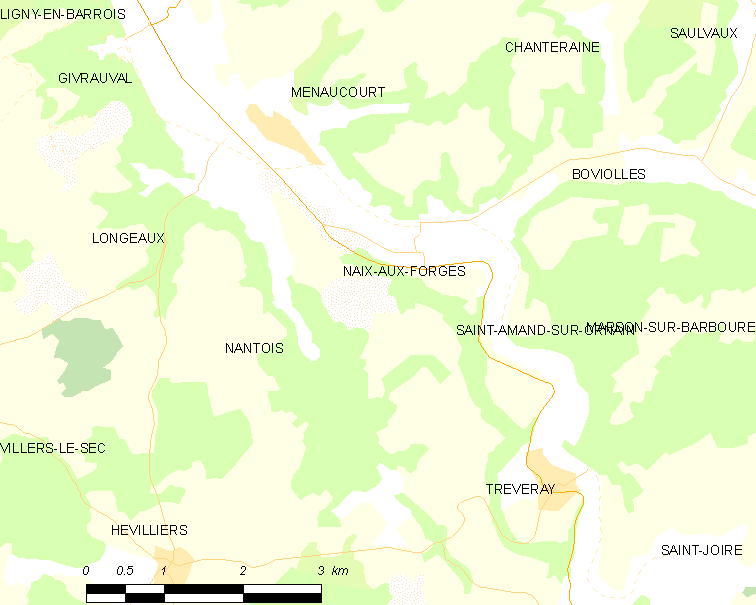
Carte de la commune.
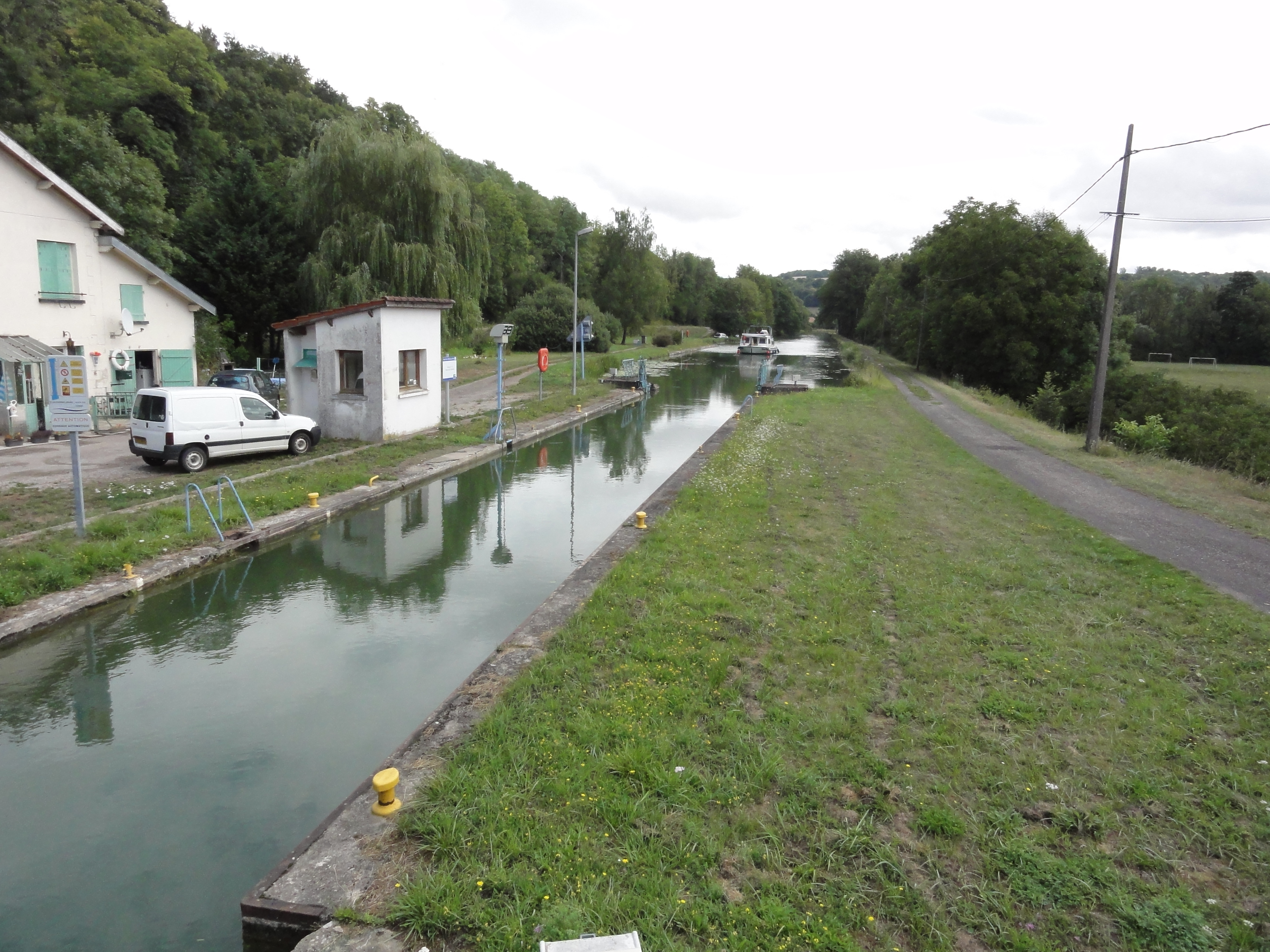
Canal de la Marne au Rhin, écluse no 15.

### Hydrographie
La commune est dans la région hydrographique « la Seine de sa source au confluent de l'Oise (exclu) » au sein du bassin Seine-Normandie. Elle est drainée par l'Ornain, le canal de la Marne au Rhin, la Barboure, la rigole de Prise d'Eau de Naix, l'Ornain et divers autres petits cours d'eau,.
L'Ornain, d'une longueur de 116 km, prend sa source dans la commune de Grand et se jette  dans la Saulx à Étrepy, après avoir traversé 36 communes. 
Le canal de la Marne au Rhin, long de 293 km et 178 écluses à l'origine, relie la Marne (à Vitry-le-François) au Rhin (à Strasbourg). Par le canal latéral de la Marne, il est connecté au réseau navigable de la Seine vers l'Île-de-France et la Normandie. 
La Barboure, d'une longueur de 14 km, prend sa source dans la commune de Naives-en-Blois et se jette  dans l'Ornain sur la commune, après avoir traversé six communes. 

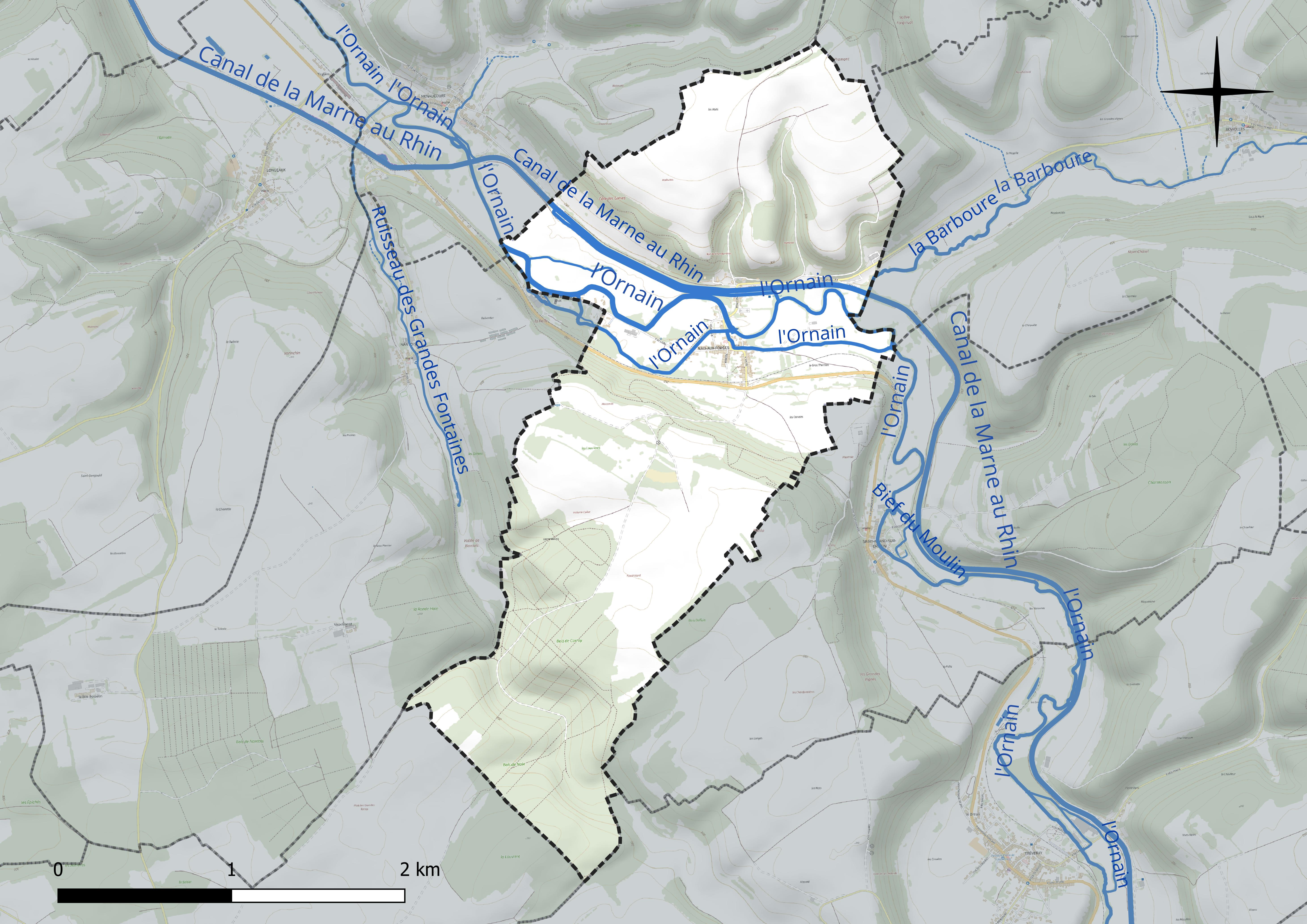
Réseau hydrographique de Naix-aux-Forges.

### Climat
Pour des articles plus généraux, voir Climat du Grand Est et Climat de la Meuse.
En 2010, le climat de la commune est de type climat de montagne, selon une étude du Centre national de la recherche scientifique s'appuyant sur une série de données couvrant la période 1971-2000. En 2020, Météo-France publie une typologie des climats de la France métropolitaine dans laquelle la commune est exposée à un climat océanique altéré et est dans la région climatique  Lorraine, plateau de Langres, Morvan, caractérisée par un hiver rude (1,5 °C), des vents modérés et des brouillards fréquents en automne et hiver. 
Pour la période 1971-2000, la température annuelle moyenne est de 10 °C, avec une amplitude thermique annuelle de 16,3 °C. Le cumul annuel moyen de précipitations est de 1 030 mm, avec 13,9 jours de précipitations en janvier et 9,6 jours en juillet. Pour la période 1991-2020, la température moyenne annuelle observée sur la station météorologique de Météo-France la plus proche, « Erneville aux Bois_sapc », sur la commune d'Erneville-aux-Bois à 12 km à vol d'oiseau, est de 9,9 °C et le cumul annuel moyen de précipitations est de 1 021,5 mm. 
La température maximale relevée sur cette station est de 39,4 °C, atteinte le 25 juillet 2019 ; la température minimale est de −24,2 °C, atteinte le 18 février 1956,,. 
Les paramètres climatiques de la commune ont été estimés pour le milieu du siècle (2041-2070) selon différents scénarios d'émission de gaz à effet de serre à partir des nouvelles projections climatiques de référence DRIAS-2020. Ils sont consultables sur un site dédié publié par Météo-France en novembre 2022.

## Urbanisme

### Typologie
Au 1er janvier 2024, Naix-aux-Forges est catégorisée commune rurale à habitat dispersé, selon la nouvelle grille communale de densité à sept niveaux définie par l'Insee en 2022.
Elle est située hors unité urbaine. Par ailleurs la commune fait partie de l'aire d'attraction de Bar-le-Duc, dont elle est une commune de la couronne,. Cette aire, qui regroupe 86 communes, est catégorisée dans les aires de 50 000 à moins de 200 000 habitants,.

### Occupation des sols
L'occupation des sols de la commune, telle qu'elle ressort de la base de données européenne d’occupation biophysique des sols Corine Land Cover (CLC), est marquée par l'importance des territoires agricoles (61,2 % en 2018), une proportion identique à celle de 1990 (61,2 %). La répartition détaillée en 2018 est la suivante : 
forêts (38,8 %), terres arables (31,1 %), prairies (22 %), zones agricoles hétérogènes (8,2 %). L'évolution de l’occupation des sols de la commune et de ses infrastructures peut être observée sur les différentes représentations cartographiques du territoire : la carte de Cassini (XVIIIe siècle), la carte d'état-major (1820-1866) et les cartes ou photos aériennes de l'IGN pour la période actuelle (1950 à aujourd'hui).

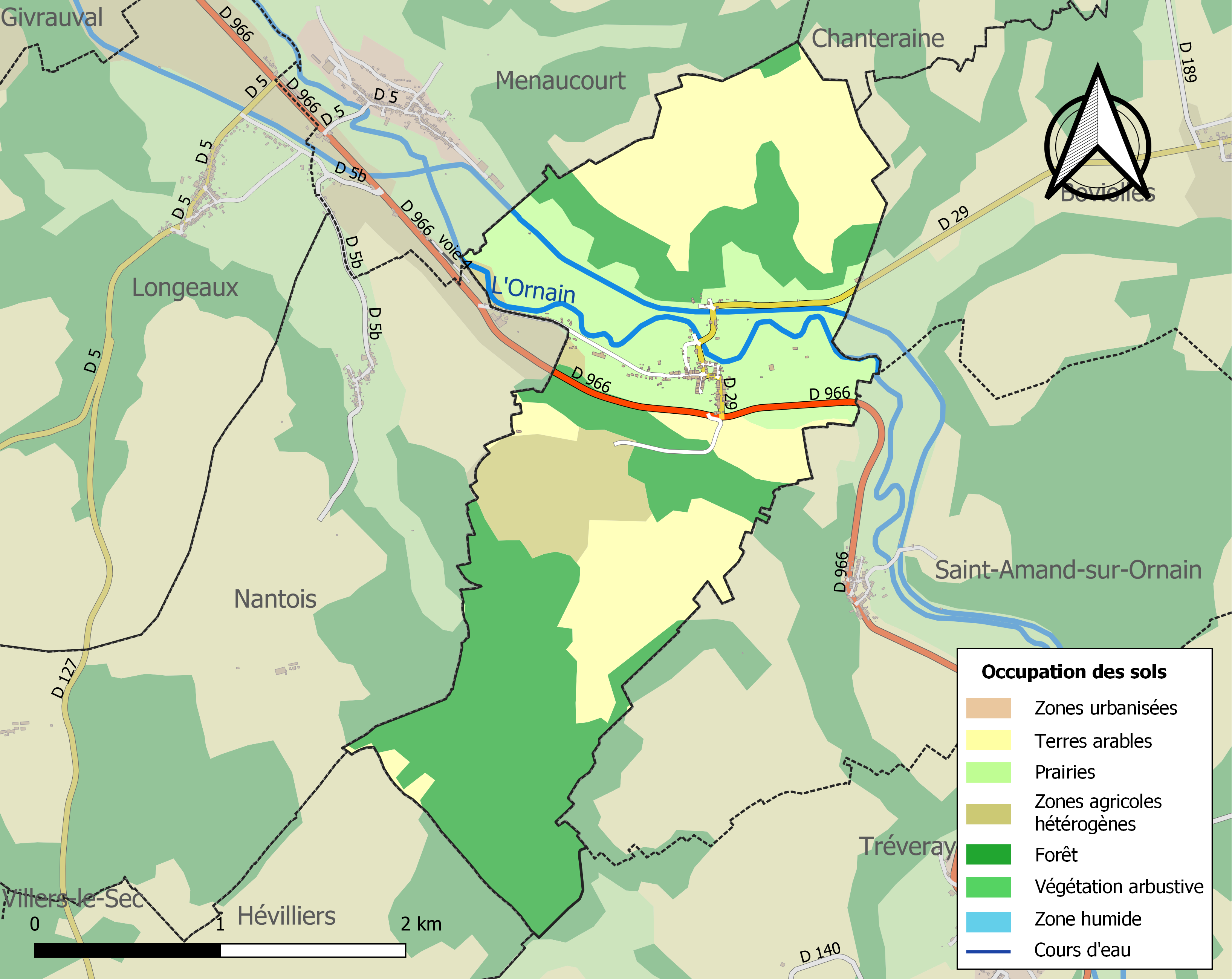
Carte des infrastructures et de l'occupation des sols de la commune en 2018 (CLC).

## Toponymie
Félix Liénard et Albert Dauzat citent pour Naix-aux-Forges, les formes anciennes Nasion au IIe siècle [Νᾶσιον] (Ptolémée) ; Nasie au IIIe siècle (Table de Peutinger) ; Nasium au IVe siècle (Itinéraire d’Antonin) ; Nais en 1060 ((confirmation de la fondation du prieuré d’Apremont) ; Naix en 1495-96 (Tr. des ch. B. 6394), et la rattachent directement à la fondation antique connue aujourd'hui sous la forme latinisée Nasium. Naix représente d'ailleurs l'évolution régulière du radical Nasi- > Nais (le -x final est une graphie moderne).
Dauzat n'en précise pas l'étymologie, mais considère qu'il s'agit du même radical que dans Naisey (Doubs) d'un *Nasi-acum, avec -acum suffixe d'origine gauloise marquant le lieu et la propriété. Cette formation toponymique est pré-latine.

## Histoire

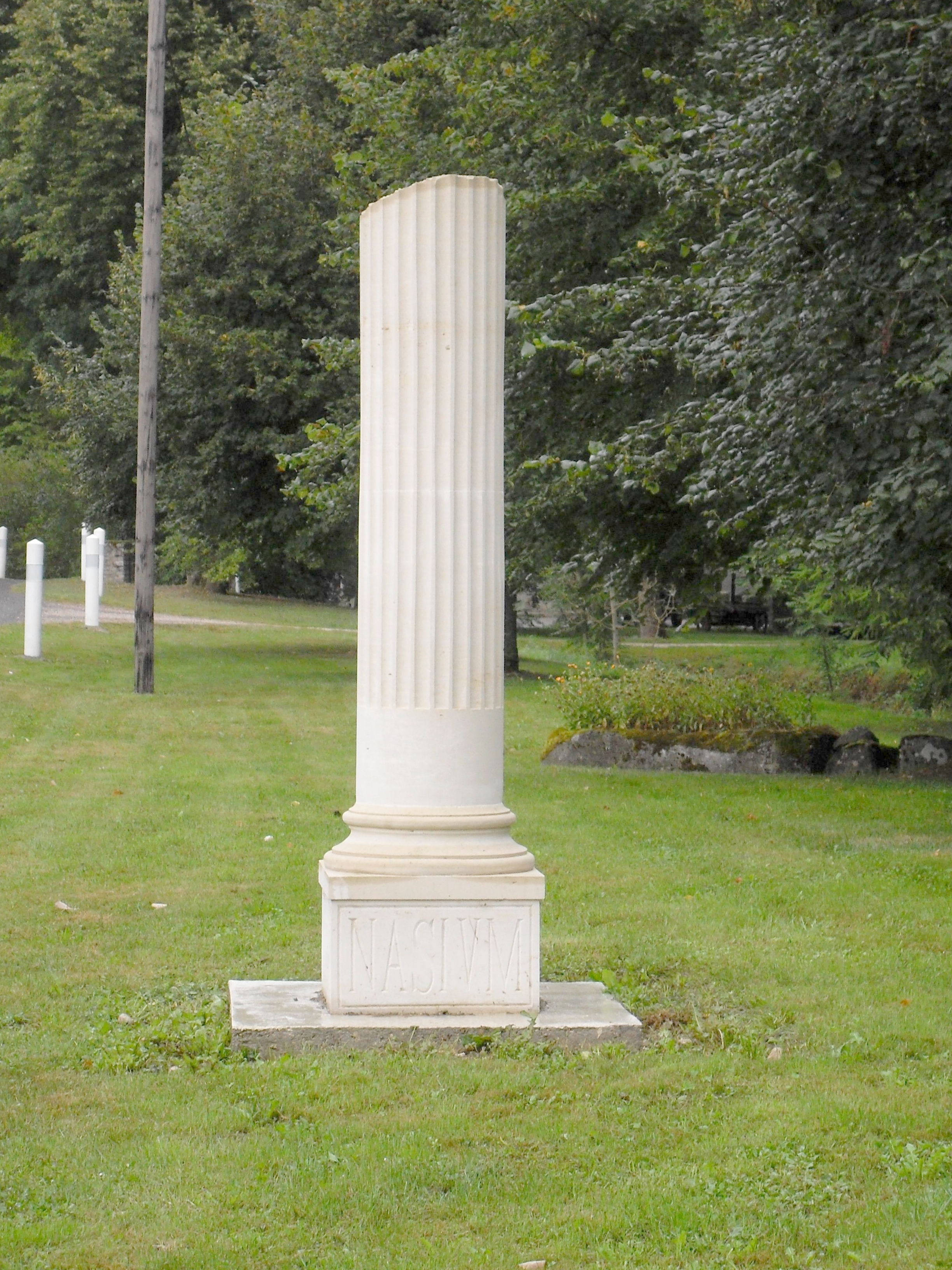
Colonne « NASIVM » à Boviolles.

La cité de Naix est issue du déplacement du site de hauteur de l'oppidum de Boviolles, occupé par le peuple gaulois des Leuques, vers la vallée toute proche et se développa rapidement dès le début de l'occupation romaine. Cette ville gallo-romaine, dont les vestiges s'étalent actuellement sur le territoire de trois villages fait l'objet en ce moment de nombreuses recherches et investigations dans le domaine archéologique et fournit de nombreux arguments pour considérer et classer celle-ci comme chef-lieu de cité au Haut-Empire.
Au printemps de l'année 612, Thierry II réunit à Langres une armée, venant de toutes les provinces de son royaume et se dirige par Andelot vers Naix. Après avoir pris le fort de Naix, il se porte jusqu’à la cité de Toul et s'en empare.

## Politique et administration
| Période                                  | Période                      | Identité                                       | Étiquette | Qualité |
| ---------------------------------------- | ---------------------------- | ---------------------------------------------- | --------- | ------- |
| Les données manquantes sont à compléter. |                              |                                                |           |         |
| mars 2001                                | En cours (au 4 juillet 2020) | Philippe Gérard Réélu pour le mandat 2020-2026 |           | Cadre   |

## Population et société

### Démographie
L'évolution du nombre d'habitants est connue à travers les recensements de la population effectués dans la commune depuis 1793. Pour les communes de moins de 10 000 habitants, une enquête de recensement portant sur toute la population est réalisée tous les cinq ans, les populations de référence des années intermédiaires étant quant à elles estimées par interpolation ou extrapolation. Pour la commune, le premier recensement exhaustif entrant dans le cadre du nouveau dispositif a été réalisé en 2007.

En 2022, la commune comptait 195 habitants, en évolution de −9,3 % par rapport à 2016 (Meuse : −4,4 %, France hors Mayotte : +2,11 %).
| 1793 | 1800 | 1806 | 1821 | 1831 | 1836 | 1841 | 1846 | 1851 |
| ---- | ---- | ---- | ---- | ---- | ---- | ---- | ---- | ---- |
| 290  | 272  | 303  | 335  | 404  | 394  | 399  | 402  | 391  |

| 1856 | 1861 | 1866 | 1872 | 1876 | 1881 | 1886 | 1891 | 1896 |
| ---- | ---- | ---- | ---- | ---- | ---- | ---- | ---- | ---- |
| 342  | 297  | 317  | 291  | 308  | 304  | 350  | 307  | 287  |

| 1901 | 1906 | 1911 | 1921 | 1926 | 1931 | 1936 | 1946 | 1954 |
| ---- | ---- | ---- | ---- | ---- | ---- | ---- | ---- | ---- |
| 286  | 302  | 287  | 227  | 258  | 253  | 247  | 207  | 254  |

| 1962 | 1968 | 1975 | 1982 | 1990 | 1999 | 2006 | 2007 | 2012 |
| ---- | ---- | ---- | ---- | ---- | ---- | ---- | ---- | ---- |
| 233  | 254  | 271  | 206  | 200  | 203  | 204  | 204  | 205  |

| 2017 | 2022 | - | - | - | - | - | - | - |
| ---- | ---- | - | - | - | - | - | - | - |
| 221  | 195  | - | - | - | - | - | - | - |

## Culture locale et patrimoine

### Trésor d'orfèvrerie gallo-romain
En 1809, Pierre Maulan découvre sur son terrain un coffret en bois contenant plusieurs colliers, bagues, monnaies et objets d'époque gallo-romaine (vers 200-250). L'ensemble est acheté par le département des monnaies, médailles et antiques de la Bibliothèque nationale de France où il est exposé de nos jours.

### Lieux et monuments
- Ruines romaines du Site archéologique de Nasium   Classé MH (1892)[24].
- Lieu de découverte d'une statue d'une déesse mère antique.
- Le château de la Raffe, devenu un gite d'hôtes.

### Héraldique
| Blason de Naix-aux-Forges | Blason  | Les armoiries de Naix-aux-Forges se blasonnent ainsi : D'azur au triangle isocèle d'or en chef chargé d'un fer à cheval de gueules, soutenu par un bouton de bourdon orné d'une chapelle d'or, accosté de deux enclumes d'argent. |
| Blason de Naix-aux-Forges | Détails | Version d'armoiries composées par R.A. Louis avec les conseils de la commission héraldique de l'UCGL et mises à disposition de la commune en octobre 2011.                                                                        |